# Diecezja Alexandria-Cornwall
Diecezja Alexandria-Cornwall – diecezja rzymskokatolicka w Kanadzie. Została erygowana w 1890 jako diecezja Alexandra in Ontario. W 1976 otrzymała nazwę Alexandria-Cornwall. Od 27 kwietnia 2018 diecezja pozostawała w unii in persona episcopi z archidiecezją Ottawa, zaś 6 maja 2020 została z nią połączona, tworząc archidiecezję Ottawa-Cornwall.

## Biskupi diecezjalni
- Alexander Macdonell † (1890–1905)
- William Andrew Macdonell † (1906–1920)
- Félix Couturier † (1921–1941)
- Rosario L. Brodeur † (1941–1966)
- Adolphe E. Proulx † (1967–1974)
- Eugène Philippe LaRocque (1974–2002)
- Paul-André Durocher (2002–2011)
- Marcel Damphousse (2012–2015)
- Terrence Prendergast SJ (2018–2020)